# Pipilotti Rist

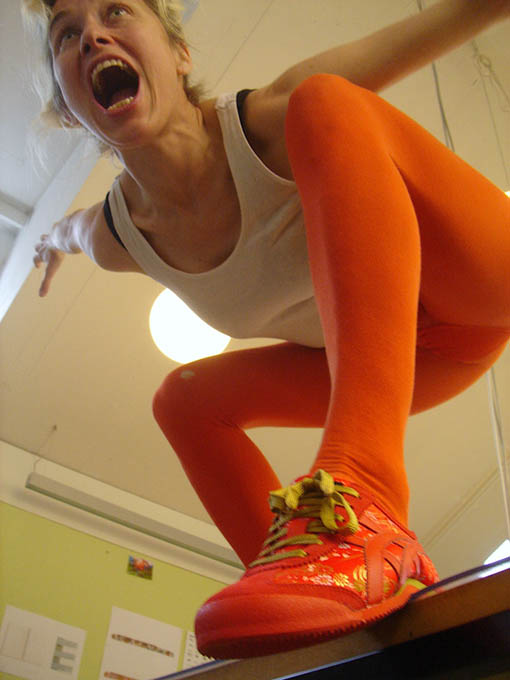
Porträtfoto Pipilotti Rist (2006)

Pipilotti Elisabeth Rist (* 21. Juni 1962 in Grabs; heimatberechtigt in Altstätten; bürgerlich Elisabeth Charlotte Rist) ist eine Schweizer Videokünstlerin, die internationale Bedeutung erlangt hat. Rist hat als Pionierin im Umgang mit ihren Medien, vor allem Video und Film, einen eigenen, unverkennbaren Ausdruck gefunden. Neben Videoinstallationen und Experimentalfilmen gehören zu ihren Arbeiten auch Environments, Objekte, Computerkunst und digitale Fotomontagen. Schwerpunkte ihres medienreflexiven und sinnlichen Werks sind der menschliche Körper und die Weiterentwicklung der Videotechnik. Dabei passte Rist sich an den jeweiligen Stand der Technik an: Anfangs arbeitete sie mit Magnetvideobändern, später mit Super-8-Filmen, und schliesslich ging sie zur digitalen Videotechnik über. Die Bilder wurden anfangs auf Fernsehbildschirmen wiedergegeben, später projizierte Rist sie auf Wände, Grossleinwände, ganze Ausstellungsräume und Objekte. Dies zielte darauf ab, das Publikum in das Kunstwerk zu integrieren. Musik und Ton haben in Rists Werk eine grosse Bedeutung. Ihre zahlreichen Arbeiten, die über einen Zeitraum von fast 40 Jahren entstanden, werden weltweit ausgestellt. Zu ihren bekanntesten Werken gehören die Videos I’m Not The Girl Who Misses Much (1986) und Ever Is Over All (1997). Ein Teil ihrer Kunstwerke befindet sich im öffentlichen Raum, so etwa Stadtlounge (seit 2005), eine Platz- und Strassengestaltung in Sankt Gallen, und Monochrome Rose (seit 2016), ein von ihr gestalteter Tram-Zug in rosa in Genf. Rist vertrat ihr Heimatland zweimal auf der Biennale di Venezia, 1997 und 2005.

## Leben
Rist ist das zweite von fünf Kindern der Volksschullehrerin Anna Lippuner und des Arztes Walter Rist-Lippuner. Ihr Vater, Baustellen-Arzt in Sedrun, verbrachte viel Zeit in der Dunkelkammer und entwickelte dort nicht nur seine Röntgenbilder, sondern auch viele eigene Fotos. Über die Jahre wurde er zu einem passionierten Fotografen.
Pippilotti Rist hat mit ihrem Lebenspartner Balz Roth den Sohn Himalaya. Die Künstlerin lebt und arbeitet in Zürich.

## Künstlerischer Werdegang, Vorbilder, Arbeitsweise
Rist studierte von 1982 bis 1986 Gebrauchs-, Illustrations- und Fotografik an der damaligen Hochschule für Angewandte Kunst in Wien. Schon bei Studienbeginn 1982 nahm sie den Künstlernamen Pipilotti Rist an. Ihre Eltern hätten sie als Kind Lotti genannt, in ihrer Altersgruppe sei sie in Anlehnung an die Kinderbuchfigur Pippi Langstrumpf Pipi gerufen worden, so die Künstlerin. Mit der Namenswahl sei, so Rist, der Begeisterung für die literarische Figur Ausdruck verliehen worden, die für Unkonventionalität, Wildheit, Fröhlichkeit und Phantasie stehe.

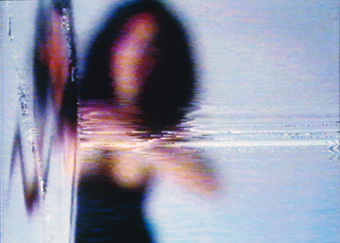
I’m Not The Girl Who Misses Much, Videostill, 1986

In ihren frühen Einkanalvideos wie I’m Not The Girl Who Misses Much (1986), die nach der Rückkehr in die Schweiz entstanden, wurden diese Attribute sichtbar. Von 1986 bis 1988 war sie im Studiengang Audiovisuelle Kommunikation (Video) an der Schule für Gestaltung in Basel bei René Pulfer immatrikuliert. Nach ihren Angaben wählte sie diesen Schritt vor allem, um Zugang zu professioneller Videotechnik zu bekommen. Bereits während des Studiums begann Rist damit, Super-8-Filme zu drehen. Darin setzte sie sich sowohl mit der «Materialität des Fernsehbildes» auseinander als auch mit herrschenden Blicknormen, gerade im Kontext der medial vermittelten Bilder von Weiblichkeit. Anfang der 1990er Jahre zog sie damit erstmals die Blicke der Kunstwelt auf sich.
Nach dem Studium arbeitete sie als freiberufliche Computergrafikerin für industrielle Videostudios.
Von 1988 bis 1994 war Pipilotti Rist Mitglied der Musikband und Performance-Gruppe Les Reines Prochaines, mit der sie auch einige Platten veröffentlichte.
Das Jahr 1996 verbrachte sie mit einem DAAD-Stipendium in Berlin. 1997/1998 war sie künstlerische Direktorin der zunächst für 2001 geplanten, dann auf 2002 verschobenen Schweizerischen Landesausstellung Expo.02. 1998 trat sie von dieser Position zurück, das Projekt war wegen der Kosten und Umweltschäden in die Kritik gekommen.
Im Jahr 2000 hatte sie nach eigenen Angaben eine schwere persönliche Krise, die auch ihre Arbeitskraft lähmte. Genau zu dieser Zeit wurde sie von dem amerikanischen Aktionskünstler Paul McCarthy, der mit derselben Galerie wie sie zusammenarbeitete, als Gastdozentin (visiting professor) an die UCLA nach Los Angeles eingeladen und ging mit ihrem Lebenspartner Balz Roth nach Kalifornien. Ihre Schweizer Werkstatt behielt sie und vermietete sie zum Teil unter. Schwerpunkt ihrer Aufgabe an der UCLA war es, Studenten in deren Studio zu besuchen und zu unterstützen. In Zürich kam 2002 der gemeinsame Sohn Himalaya Yuji Ansgar zur Welt. Sein erster Vorname «Himalaya» taucht auch in ihren Werken Himalaya’s Sister’s Living Room (2000), Himalaya Goldsteins Stube (1999) und als Buchtitel (1998) auf. Ihre künstlerische Auszeit unterbrach Rist nur 2002 für eine kleine Arbeit für die 4. Shanghai Biennale, Innocent (In) Shanghai, für die sie nach China flog. Nach eineinhalb Jahren in den USA fühlte Rist wieder das Bedürfnis nach einer eigenen Werkstatt, und die Familie kehrte in die Schweiz zurück.
2005 vertrat sie mit der Arbeit Homo Sapiens Sapiens die Schweiz auf der 51. Biennale von Venedig. Im selben Jahr begann Rist die Arbeit an ihrem Spielfilm Pepperminta.
Seit den 2010er Jahren wird Rist auch ausserhalb Europas als bedeutende Künstlerin wahrgenommen, so etwa seit einer Wanderausstellung 2021 in Japan (Your Eye is my Island). 2023/2024: Prickling Goosebumps & a Humming Horizon, Hauser & Wirth, New York[133] 2025 findet im Center for Contemporary Art (UCCA) in Peking eine Ausstellung statt.
Rists Werk erlangte internationale Bedeutung. ihre Arbeiten sind mittlerweile international in wichtigen Sammlungen der Gegenwartskunst vertreten, so etwa im Louisiana Museum of Modern Art, im Kunstmuseum Basel Gegenwart, im Museum of Contemporary Art in Chicago, im Museum für Moderne Kunst in Frankfurt am Main, im Musée d’Art et d’Histoire in Genf, im Museum of Modern Art in New York, im Solomon R. Guggenheim Museum in New York, im Kunstmuseum St. Gallen oder im Migros Museum für Gegenwartskunst.

### Vorbilder
In den 1980er Jahren hätten, so die Künstlerin, vor allem ihre Mitstudenten in Wien Einfluss auf sie ausgeübt, darunter Mara Mattuschka, Bady Minck und Stefan Sagmeister. Aus ihrer Zeit in Basel nannte sie unter anderem Muda Mathis und Gerda Steiner. Rist äusserte grossen Respekt für Valie Export und Yoko Ono. Sie sei auch eine Anhängerin von Dieter Roth, Fischli und Weiss und John Waters gewesen. Auch Ulrike Rosenbach und Friederike Pezold nennt sie als Vorbilder und immer wieder Nam June Paik. An Barbara Kruger begeistere sie ihr grosses Wissen, ihre Konsequenz im Verfolgen ihrer künstlerischen Linie und ihre gleichzeitige Offenheit. Rist lobte, wie Aernout Mik Respekt gegenüber Objekten zeige, sie aber nicht als «Heroen» darstelle. Martin Parr fände sie nicht nur als sozialrealistischen Fotografen gut, sondern auch in der Art und Weise, wie er Menschen behandle, ohne Abwertung. Marijke van Warmerdam und Lutz/Guggisberg gefielen ihr, und die konzentrierte, detailfokussierte Arbeit von Peter Fischli und David Weiss bewundere sie: Sie möge Künstler, bei denen sie das Gefühl habe, sie seien «fanatisch». Sie bewundere Katharina Grosse, Majetica Potrc, Cristina García Rodero, Dominique Gonzalez-Foerster, Jenny Holzer, Guillermo Kuitca, Miwa Yanagi, Katharina Fritsch, Gillian Wearing, Käthe Walser, Edit Osterbolz, John Bock, Miriam Cahn, Silvia Bächli, Monika Dillier, Roni Horn, Yayoi Kusama, AK Doiven, Christine Hill, Isa Genzken, Erika Streit und Jessica Stockholder.

### Arbeitsweise

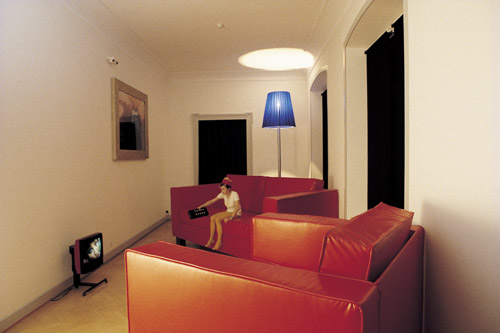
Das Zimmer, Installation (1994/2000); Rist nimmt sich die Freiheit, auch bereits ausgestellte Kunstwerke zu verändern

Oft hebt Rist in Interviews hervor, welch grosse Bedeutung die Arbeit mit Familienmitgliedern und Freundeskreis für sie habe. Dieser Personenkreis kreiert in der Produktionsfirma Rist Sisters Corporation mit der Künstlerin ihre Werke, bereitet Ausstellungen vor und übernimmt den Aufbau. Dabei verbindet sich ähnlich wie in einem traditionellen Familienunternehmen Teamwork mit einem «persönlichen Füreinander-Sorge-Tragen». Ihr Vorbild sei in dieser Hinsicht Paul McCarthy. Die Mitglieder werden in den Danksagungen zu den Videos namentlich genannt. Rist vermittelt jedoch nicht nur das Bild einer Firmenchefin, sondern auch das einer «hart arbeitenden, gut organisierten Handwerkerin mit eigenem Werkstattbetrieb». Damit steht sie in einer künstlerischen Tradition, die sie unter anderem mit dem Bauhaus oder Andy Warhols Factory verbindet. Neben diesem Arbeiten im Kollektiv steht jedoch an anderer Stelle die Selbstpräsentation Rists als «individueller Künstlerstar».
Rist beschrieb, wie ihre Arbeitsweise sich im Lauf der Jahre verändert habe. Anfangs seien ihre Arbeitsverhältnisse «freundschaftlicher» gewesen als in der Zeit nach 2000; Schwestern und Freunde hätten ihr geholfen, man habe Arbeit gegen Arbeit getauscht. Aber man versuche auch in der Gegenwart noch, familiär und freundschaftlich zu bleiben.
Modelle von den Ausstellungsflächen habe sie von Anfang gebaut, mit zunehmender Professionalität. Später habe sie das einem Handwerker übertragen.
Nach ihrer Auszeit in Kalifornien Anfang der 2000er Jahre wünschte Rist sich ein ruhiges Atelier, in dem sie nur noch auf Externe baute. Doch das liess sich nicht verwirklichen. Die Künstlerin wollte ihre Projekte „in einer freieren Form umsetzen, ohne festen Stab und in direkterer Kollaboration mit Institutionen und Personen vor Ort.“ Sie fand eine geeignete Gruppe von Mitarbeitenden für ihr Atelier Rist Sisters: Markus Huber Recabarren kümmerte sich um 3-D / Architektur, Thomas Rhyner war für 2-D-Grafikdesign zuständig und Davide Legittimo für Videotechnik und Postproduktion. Als Atelierchefin und Koordinatorin wählte Rist Rachele Giudici aus.
Die Künstlerin betont, sie nehme sich die Freiheit, ihre Arbeiten auch dann zu verändern, wenn sie schon gezeigt worden seien. Beispiele hierfür sind Das Zimmer (1994/2000) und Sip My Ocean. Rists persönlicher Blickwinkel verändere sich, und dann wolle sie das Recht zur Umgestaltung haben: «Viele Arbeiten würden sich noch verwandeln, wenn ich nicht irgendwann sagte: Fertig!»

## Künstlerische Dimensionen des Werks
Rists Werk reflektiert «die durch die Medien geprägte Wirklichkeitswahrnehmung». Zugleich vermittelt sie «alternative Sichtweisen der eigenen Körperlichkeit, des sozialen Kontextes und der Realität». Ihr Werk sei von einer Mischung aus «Subversion und Heiterkeit» geprägt, so der Begleittext zum Pipilotti-Rist-Starschnitt in der Wochenzeitung Die Zeit im Jahr 2015. Neben Videoinstallationen und Experimentalfilmen gehören zu ihren Arbeiten auch Environments, Objekte, Computerkunst und digitale Fotomontagen.

### Weiterentwicklung der Videotechnik

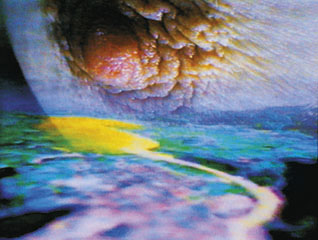
Pickelporno (1992), Videostill

Rist äusserte 2016, in den vergangenen 30 Jahren seien ihre Werke wesentlich davon beeinflusst gewesen, welche Technologie zu dieser Zeit verfügbar gewesen sei. Als Beispiel nannte sie die sogenannte Lippenstiftkamera in Pickelporno, die es ihr ermöglicht habe, der Haut sehr nahe zu kommen, ohne Schatten zu erzeugen. Entscheidend sei beim Einsatz technischer Neuerungen, für welche Ziele sie eingesetzt würden und wer die Macht über sie habe. Rist sieht in der Audio-Video-Technologie ein Abbild unserer Sinne. So sei die RGB-Technik eine rudimentäre Kopie des menschlichen Auges und daher ein künstlerisches Mittel ihrer Wahl.
Rist verwendete unterschiedliche technische Formate, darunter Super 8, VHS, U-matic, Hi8, MiniDVDs, Unterwasser-, endoskopische und digitale Filmtechnik. In einem Interview mit Massimiliano Gioni beschrieb die Künstlerin, sie habe zunächst mit Super-8-Animationsfilmen und Dias Bühneneffekte für Konzerte erzeugt, etwa für Les Reines des Couteaux und Billion Bob and the Family. Es sei ihr in dieser stark anwendungsorientierten Phase darum gegangen, geeignete Techniken für Überblendungen und Farbveränderungen zu finden. Die Arbeit mit der Super-8-Technik sei aber teuer und aufwändig gewesen, da die Filme vor dem Schneiden erst entwickelt werden mussten. Mitte der 1980er Jahre habe sie deshalb an der Kunsthochschule Basel ein Studium begonnen, das auf einer Berufsausbildung aufbaute, um Zugang zu Kameras und Schneidetischen zu haben. Dort habe sie unter anderem zusammen mit Muda Mathis studiert. Ihr Dozent René Pulver habe viel Erfahrung mit Videotechnik besessen und ihr diese nahegebracht.
1986 reichte Rist ihr Video I’m Not the Girl Who MIsses Much beim Solothurner Filmfestival ein. Sie wurde eingeladen, es im Basler Gewerbemuseum (seit 1996 geschlossen) zu zeigen. Damit tat sie den Schritt aus der Kino- und Musikwelt in die Kunstszene.
Die Wiedergabe der Magnetvideobänder erfolgte zunächst auf Fernsehbildschirmen, z. B. bei I’m Not the Girl who Misses Much, Sexy Sad I (1987) oder Blutclip. Später wurde sie – etwa in Sip My Ocean (1996) und Ever Is Over All – als Expanded Cinema auf Wände und Grossleinwände ausgedehnt oder in die Privatheit eines tragbaren Smartphonebildschirms verlegt. Die technische Veränderung sei, so Norton, mit einer intensiveren Annäherung von Publikum und Bild einhergegangen.

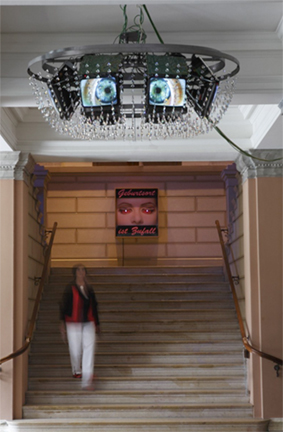
TV-Lüster, 1993, ausgestellt im Foyer des Kunstmuseums St. Gallen

Der Monitor wurde dann vom Präsentationsgerät zum Teil einer Installation, so etwa in TV-Lüster (1993). Später erstreckte sich die Installation auf ganze Ausstellungsräume und enthielt nicht nur Monitore und Projektionsflächen, sondern auch andere Objekte, auf die zum Teil ebenfalls projiziert wurde. Das erste Beispiel für diesen neuen Typ ist Himalaya Goldsteins Stube (1999) mit sieben Videoprojektoren, sieben Monitoren, die zum Teil in Möbel integriert sind, einem Audiosystem und vielen anderen Objekten. Rist machte hier einen komplett eingerichteten Wohnraum betretbar. Projektionen gleiten wie Tagträume über die Möbel, Alltag und Phantasie fliessen ineinander.
Im Zusammenhang mit Rists Kameraführung wird oft von Schweben gesprochen. Für die Künstlerin ist es wichtig, dass Kamera und Objekt «auf der gleichen Powerstufe sind». Die Kamera gleitet über Gegenstände und Körper und erzeugt einen Zustand der Schwerelosigkeit, was sich durch die Anlage der Installationen noch verstärkt: Die Bilder überschreiten Grenzen. Sie lassen wie aus den Augen eines Riesen nach unten schauen (À la belle étoile), oder die Projektionsfläche sprengt den Rahmen, indem sich das Video nicht nur auf einen Bildschirm oder eine Wand beschränkt, wie etwa in Adminstrating Eternity (Verwaltung der Ewigkeit) (2011). Die Auflösung der Bindung an den Körper ist dabei ebenso Programm wie die Befreiung des Geistes. Das Schweben kann aber auch für den Zustand des labilen Gleichgewichtszustands stehen, der auf eine Bewegung zur einen oder anderen Seite zuläuft und von daher als Moment vor dem Kippen gesehen werden kann.
Oft manipuliert Rist den Bildfluss. Sie verzögert ihn, ihre Videos erscheinen verlangsamt. Sie erzeugt damit eine Sogwirkung in Unterwasser- oder Körperwelten.
Mit extremen Nahaufnahmen und der Montage von Bildern lotete Rist bereits 1993 in Blutclip die Möglichkeiten der Videotechnik aus und zeigte Aufnahmen des Körperinneren in Kombination mit der Darstellung von Planeten.
Perspektivenverschiebung und Spiel mit der Schärfe verwendet sie, um Emotion und Körper zu verbinden. Spiegelung und Symmetrie spielen vor allem in den überdimensionalen Videos eine Rolle, die auf eine Wand projiziert werden. Manchmal ist es auch eine Projektion auf mehrere Wände, die sich in der Ecke treffen (z. B. Ever Is Over All) oder auch Rundumprojektionen (z. B. Pour Your Body Out. 7354 Cubic Meters (2008)) und die vorhandene Architektur verfremden.
Die Kuratorin Natasha Bullock sah Farbe als Schlüssel zu den meisten von Rists Videos. Farbe sei eine Form von künstlerischer Befreiung in Rists Werk, das sich von den überwiegend in Schwarz-Weiss gedrehten Videos von Künstlerinnen wie Valie Export und Yoko Ono abhebe. Für Rist sei Farbe ein Symbol des Lebens. Nach Ansicht von David Bachelor sei Farbe in Rists Werk weniger eine Eigenschaft der Gegenstände als vielmehr ein Medium, das zwischen diese fliesse: Farbe werde als flüssig empfunden, dabei gleichzeitig gesättigt und sättigend. Sie ignoriere die Festigkeit von Dingen, Grenzen lösten sich auf und die Farbe sickere und rinne in Gegenstände und Zwischenräume. Rist äusserte in einem Gespräch mit Simone Meier, die bedeutendste Farbe sei Rot.
Für Pixelwald (2016), das aus 3000 winzigen Lichtern aus Polycarbonat besteht, arbeitete Rist mit der Lichtdesignerin Kaori Kuwabara zusammen. Ein Bild sei, wenngleich fragmentiert, aus einer Entfernung von 200 Metern erkennbar, so Bice Curiger. Erneut folge Rist hier ihrer künstlerischen Linie, neue Technologien für ihre Arbeit zu nutzen. Ihre Arbeiten zeigten neben der Lust auf technische Neuerungen extreme Sorgfalt und Perfektion.

### Musik und Ton
Wiederholt betonte Rist die grosse Bedeutung von Ton und Musik in ihrer Arbeit. In ihrem Elternhaus übernachteten, so Rist in einem Interview in den 1980er Jahren, häufig Bands wie die Television Personalities oder Orange Juice aus Grossbritannien und anderen europäischen Ländern, die Auftritte in einer nahen Konzerthalle in Liechtenstein hatten. Sie liebte die Musik der 1960er Jahre und war ein grosser Fan von John Lennon und Yoko Ono. In ihrer Jugend hatte Rist viele Musikfilme gesehen, so etwa Yellow Submarine, Magical Mystery Tour und Filme über Bob Dylan. Diese Fernseherfahrungen prägten ihren künstlerischen Hintergrund in den 1980er Jahren. Während des Studiums in Wien hatte sie über Kommilitonen aus Vorarlberg Zugang zu Musik aus New York oder London, Rock mischte sich mit Punk.

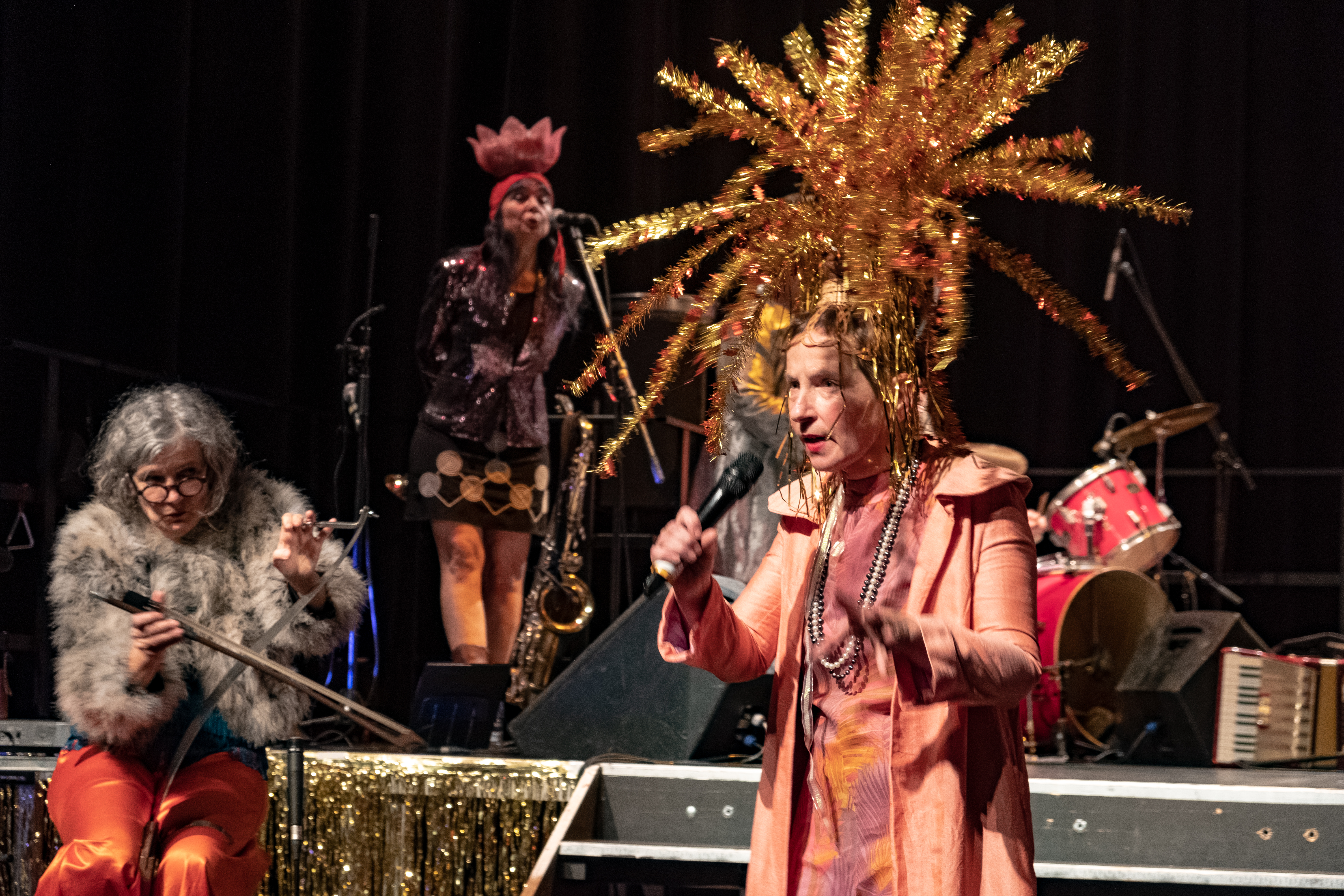
Show von Les Reines Prochaines, 2019

Von 1988 bis 1994 war Pipilotti Rist Mitglied der auch in den 2020er Jahren noch aktiven Musikband und Performance-Gruppe Les Reines Prochaines, mit der sie auch einige Platten veröffentlichte. Für befreundete Rockbands entwarf sie Bühnendesigns. 1995 begann die Zusammenarbeit mit Anders Guggisberg, mit dem sie die Musik für viele ihrer Werke produzierte, so etwa für Ever Is Over All (1997).
Vor allem in späteren Werken wie Blutclip sind Bild- und Tonspur voneinander unabhängig, bilden aber ein Ganzes. Rist erarbeitet die Tonspur zusammen mit Experten. Von Anfang an wurde in der Rezeption Rists Ästhetik mit der der Popkultur in Verbindung gebracht. Häufig findet sich der Vergleich ihrer Videos mit Musikvideos. Rists Musik arbeitet mit populären Versatzstücken. Ihre Musik ist melodisch und geht ins Ohr. Magdalena Vukocic nannte sie «den Schlüssel, den Stimmungsmacher und Brückenschlager». «Was ohne Musik eine befremdliche Makrokamerafahrt über den menstruierenden Körper einer Frau wäre, wird mit dem leichtfüssigen Soundtrack zu einem Vergnügen.»
In einem Interview äusserte die Künstlerin, Musik erscheine ihr oft wie ein Versuch, das Innere des Körpers zu verstehen. Auch beim Tanzen überkomme sie der Wunsch, ihr Inneres nach aussen zu kehren und sich zu verhalten, als sei sie eines ihrer Blutkörperchen. Rist habe Humor, meint Magdalena Vukovic, und nehme sich selbst nicht so ernst. So spielt sie in You Called Me Jacky (1990) mit Luftgitarre zu Kevin Coyne und singt in schlechtem Playback.

### Veränderung des Raumbegriffs in der Videokunst
Schon mit 19 Jahren formulierte Rist ihren künstlerischen Weg: «Ich will einmal Räume machen mit bewegtem Licht, Filmen und Musik, wo die Menschen sich frei bewegen, aus- und eintreten können.»
Die anerkannte Schweizer Kunstwissenschaftlerin und Kuratorin Bice Curiger stellte fest, Rist habe den Raumbegriff in der Videokunst grundlegend verändert und eine warme, körperliche Atmosphäre geschaffen. Intimität werde durch Farbexplosionen, schwache Beleuchtung, die Gemeinschaft und die Möglichkeit zum Herumgehen, Liegen und Sitzen auf weichen, bequemen Möbeln geschaffen, der ganze Körper sei beteiligt.
Rist betonte, wie wichtig es ihr sei, Räume mit dem Körper zu betreten und nicht nur alles in der virtuellen Welt stattfinden zu lassen. Sie sei an Räumen interessiert, in denen Menschen Zeit miteinander verbringen und auch herumgehen könnten. Viele ihrer Arbeiten seien zu gross für den privaten Raum, das Demokratische an der Kunst sei ihr ein Anliegen.

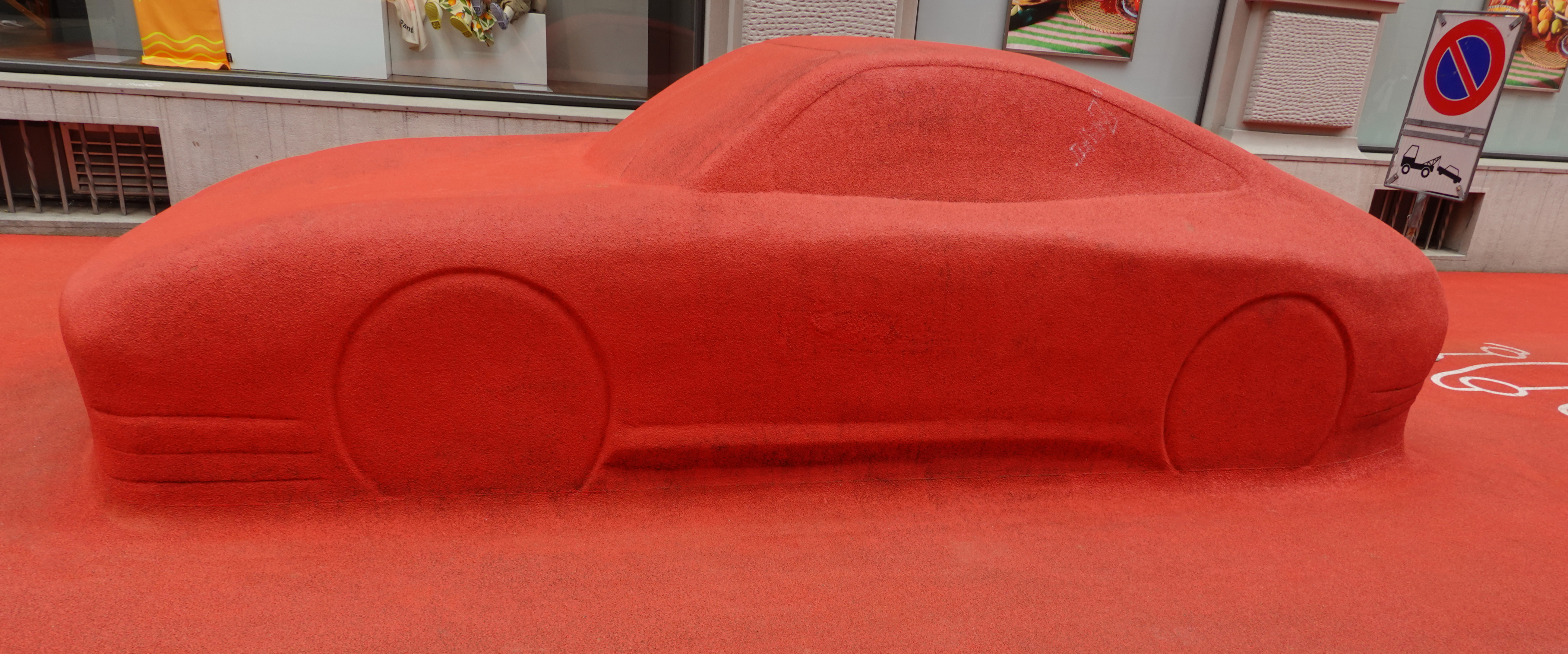
Stadtlounge St. Gallen, Werk von Pipilotti Rist in Kooperation mit Carlos Martinez, seit 2005

Räume können in Rists Kunst aber auch als persönliches Universum erlebt werden, so etwa in Stadtlounge.
In anderen Installationen, zum Beispiel in Das Zimmer (1994/2000), veränderte Rist räumliche Massstäbe und Dimensionen, irritierte dadurch die Betrachtenden und forderte sie zu einer Positionsbestimmung heraus.

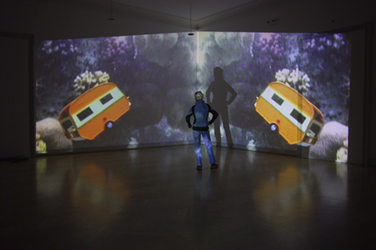
Sip My Ocean (1996), Präsentation in einer Ausstellung

Ab Sip My Ocean (1996) beschränkt Rist die Projektionsfläche ihrer Videos nicht mehr auf den Monitor. Während in Sip My Ocean die Über-Eck-Projektion achsensymmetrisch ist, überlappen sich in Ever Is Over All (1997) die Bilder. Viele der folgenden Projekte, auch in den 2000er Jahren, füllen Wände mit immer ausladenderen und hypnotischeren Bilder, so etwa Worry Will Vanish Horizon (2014). So wird das Kunstwerk Teil der Architektur des Raumes. Durch die Projektion auf den eigenen Körper würde, so Rist, physisch verständlich, dass eine Projektion nur organisiertes Licht im Raum sei. In einer Gegenbewegung zum Speed-Up-Trend arbeite sie deshalb häufig mit Speed-downs. Es liege ihr wenig an den negativen Seiten eines Inhalts, an seiner Dekonstruktion. Vielmehr wolle sie neue Möglichkeiten darstellen, und dazu gehöre die Erweiterung des Projektionsraums.

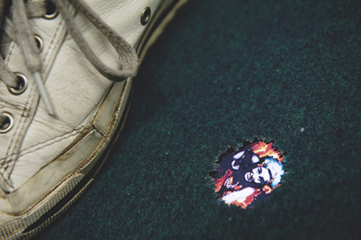
Selbstlos im Lavabad, Platzierung in der Ausstellung und Größenvergleich

Vom Fernsehgerät entfernte Rist sich auf vielerlei Weise und in unterschiedlichen Dimensionen: So zeigt etwa Selbstlos im Lavabad einen winzigen runden Monitorausschnitt im Fussboden, Homo Sapiens Sapiens (Video) wurde auf die Decke einer Kirche projiziert. Die Bilder laufen in ihren Arbeiten über Wände, aber auch über Alltagsobjekte wie eine Vase in einem Bücherregal. Damit erhalten diese eine neue Dimension. Räume tragen für Rist immer auch ihren eigenen Kontext zu einer Installation bei. In grossen Räumen, Restaurants oder Kirchen inszeniert sie mit technisch ausgefeilten Licht- und Videoinstallationen.
Für eine begrenzte Zeit wird das Kunstwerk ein Teil der Architektur des Raumes. Ein Beispiel hierfür ist die Arbeit Homo Sapiens Sapiens (2005). Hier brachte die Künstlerin die historische Dimension des Ortes mit ihrer Bildsprache in Verbindung.

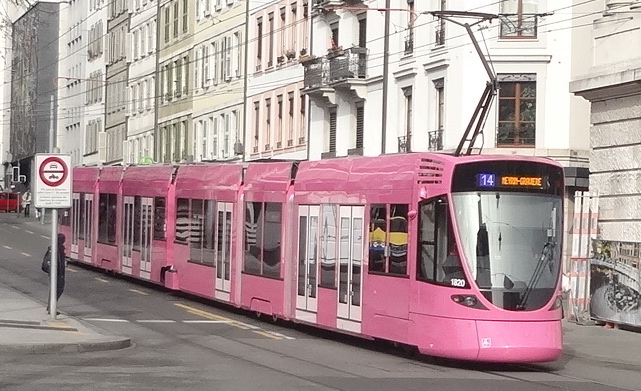
Tram Monochrome Rose, Genf, seit 2016

Mit dem Video Open My Glade (Flatten) (2000) bezog Rist erstmals auch den öffentlichen Raum ein. Es wurde über zwei Monate stündlich auf einer Grossleinwand am Times Square in New York gezeigt. Auch spätere Arbeiten zielten auf den städtischen Raum ab, etwa das rosa Tram in Genf Monochrome Rose (2016). Auch die Video- und Lichtinstallation Tastende Lichter (2020) ist hier zu nennen: Bewegliche Lichtpunkte und Videobilder wurden von einem bunten Mast in der Mitte des Zürcher Heimplatzes, der einer Pflanze ähnelt, auf die Fassaden der Bauten des Kunsthauses Zürich projiziert.

### Integration des Publikums
Sutton sieht Valie Export und Pipilotti Rist in einer Linie in Bezug auf die Bestrebungen, das Publikum zu einem Teil des Kunstwerks zu machen. Bei Exports Aktionen im öffentlichen Raum, etwa dem Tapp- und Tastkino der Jahre 1968 bis 1971, habe die Interaktion der Zuschauenden mit dem Kunstwerk im Zentrum gestanden. Auch Rist rücke die multisensorischen Erfahrungen in den Vordergrund.
Die Selbsterfahrungen der Künstlerin in Performances werden durch Film und Video wieder abrufbar und verfolgen das Ziel, mit den Betrachtenden in Interaktion zu kommen. Die Ermächtigung des Publikums geschehe dadurch, dass ihm durch die Sprengung der Bildschirmgrenzen eine Bühne geboten wird, auf der die Kunstinteressierten von der passiven Betrachtung zum aktiven Spiel gelangen. Hierfür reiche oft schon das Ausziehen der Schuhe oder eine Veränderung der Körperposition aus.
Rist habe, so Norton, die Interaktion von Publikum und Kunstwerk ständig weiterentwickelt: Bei der Betrachtung der frühen Videos am Bildschirm stünden einzelne Menschen und Bild einander noch gegenüber, bei den Grossprojektionen seien die Betrachtenden in einem kollektiven Kunsterlebnis vom Video umgeben. Ein weiterer Schritt sei das tiefere Eindringen in die dreidimensionalen Kunstwerke gewesen, das das Publikum zu einem Teil des Videos mache.
Die Installation Eine Spitze in den Westen, ein Blick in den Osten (1992 bis 1999, erstmals 1992 ausgestellt) bietet dem Publikum an, den Kopf in eine Öffnung eines pyramidenförmigen, fleischfarbenen Gebildes zu stecken, das aus der Wand ragt. Wenn man der Aufforderung folgt, öffnet sich der Blick auf ein Video, das im Inneren der Pyramide zu sehen ist. Die kopfgrossen Öffnungen des Gebildes auf der Unterseite machen es zu einer Art schädelförmiger Videokonsole: Der Kopf taucht in die Bildwelt des Videos ein, während von aussen der Rest des Körpers zu sehen ist und als Teil einer Skulptur wahrgenommen werden kann. Das Kunstwerk fordert das Publikum auf, sich ihm anzuvertrauen und den Übergang in eine andere Welt aktiv mitzugestalten.
Nicht nur die Augen, sondern auch der übrige Körper ist bei Rist häufig involviert. Liegekissen im Raum laden dazu ein, die senkrechte Position zu verlassen und es sich gemütlich zu machen. Bereits Rists erste Wanderausstellung Remake of the Weekend (1998/1999) schuf eine private Atmosphäre: Bücherregale, Stehlampen und Nippes im Halbdunkel liessen an das häusliche Umfeld denken. Am Gebäudeeingang befand sich ein Sandhaufen. Die Raumausstattung spielt generell eine grosse Rolle für die Künstlerin. Manchmal erschienen in dieser Ausstellung Symbole bürgerlicher Lebensweise schwerelos, an anderen Stellen wurden sie verfremdet. So hat beispielsweise der antike Schreibtisch, der Rists Vater gehörte, pinke Brüste, die anstelle geschnitzter Karyatiden angebracht wurden. Besucher konnten sich an den Schreibtisch setzen und sich Zeichnungen, Schriftstücke, Fotos und Objekte wie einen ausgestopften Vogel Strauss anschauen, während andere ihnen über die Schulter schauten und so aus passivem Konsum Schauspiel wurde. Privates und Öffentliches überlagerten sich und lösten ihre Grenzen auf.

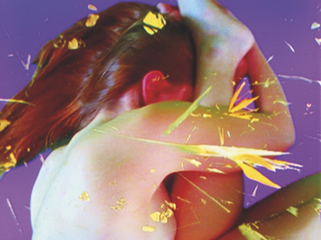
Homo Sapiens Sapiens, Videostill

Mehrere Installationen, etwa Homo Sapiens Sapiens, A Liberty Statue For Löndön (Eine Freiheitsstatue für London) und Tyngdkraft, var min vän, fordern zu einer liegenden Position auf.
Search Wolken / Suche Clouds (1995) sei, so Curiger, Rists erstes Video gewesen, das das Publikum dazu gebracht habe, freiwillig in einem Kunstwerk aufzugehen. Sip My Ocean folge derselben Linie; auch hier übe eine magische Unterwasserwelt einen starken Sog auf die Zuschauer aus, der die Grenze zwischen Innen und Aussen zum Verschwinden bringe.
In der Ausstellung Administrating Eternity (2011), die 2012 im Kunstmuseum Sankt Gallen erstmals in der Schweiz präsentiert wurde, wurde ebenfalls das Konzept der Integration des Publikums umgesetzt. Vier Videoprojektoren, von denen zwei mit tragbaren Spiegeln kombiniert waren, vier DVD-Spieler, leicht durchsichtige Tüllvorhänge, Teppiche, Kissen. Die rechteckigen Tüllvorhänge hingen in unterschiedlichen Abständen im Raum. Beim Herumgehen in der Ausstellung sah das Publikum auf ihnen Schatten, die Projektoren beleuchteten Vorhänge und Anwesende farbig. Auch auf dem Boden und an den Wänden waren Schatten zu sehen, die sich ständig veränderten. So bestand das Kunstwerk nur zu einem Teil aus den Videoprojektionen, zum anderen wurde es vom Publikum immer neu gestaltet. Auch ausserhalb von Gebäuden setzte Rist diese Idee um, etwa 2005 mit Stadtlounge.
Die Ausstellung 2016 im Kunsthaus Zürich zeigte einen Überblick über Rists Schaffen. Die Künstlerin sei, so Sabine Altorfer 2016, «eine subversiv agierende Umwelt-Poetin und engagierte Botschafterin der Schönheit geworden». 2018 wies Rist mit der Performance Save the Corals im Hallenbad Hirschgraben in Bern auf das massenhafte Korallensterben hin und kooperierte dafür mit der Schweizer Stiftung für Natur- und Umweltschutz WWF Schweiz.
Bei Bauchhöhle überfliegt Staumauer (2024), Rists Gestaltung des Eisernen Vorhangs der Wiener Staatsoper, übergibt die Künstlerin ihr Werk explizit durch einen kurzen Begleittext an die Betrachterinnen und Betrachter. Durch das Werk werden ebenso wie durch das Geschehen auf der Bühne Gefühle angeregt. Zwar sind diese künstlich erzeugt, doch das gemeinsame Erleben ist real. Das Eintauchen beschränkt sich nicht nur auf Bauchhöhle überfliegt Staumauer, sondern steht in dem größeren Kontext des Opernerlebnisses und erweitert somit Rists Bestreben, das Publikum zu einem Teil des Kunstwerks zu machen.

### Körperdarstellung
Ein Teil von Rists Videos sind Introspektionen und körperliche Erkundungsfahrten. Im Videoloop Mutaflor (1996) scheint die Kamera am Anfang verschluckt zu werden, durchläuft dann den Verdauungstrakt und kommt am Ende wieder ans Licht. In einer Reihe von Arbeiten wie etwa Blutraum (1992/1998) werden Körperflüssigkeiten gezeigt, vor allem Menstruationsblut.
Menschliche Nacktheit ist häufig in verzögerter, fast traumhafter Bewegung zu sehen. In einem Gespräch mit Isabel Parkes äusserte Rist, Nacktheit zeige für sie, dass der Mensch als Säugetier Teil der Tierwelt sei. So lasse sich die nackte Person weder in eine Zeit noch in eine Klasse einordnen. Nacktheit trage dazu bei, auf die existentielle Dimension des Menschen hinzudeuten.
Viele von Rists Werken verliehen, so Natasha Bullock, dem Weiblichen, insbesondere dem weiblichen Körper, Ausdruck. Körperliches Lustempfinden und Hysterie als Ausdrucksform von Ekstase würden immer wieder gezeigt. Laura Leuzzi betont, dass Rist die Videotechnik dazu verwende zu verhindern, dass der weibliche Körper zum Objekt werde. In den 1980er und 1990er Jahren habe ihre Arbeit darauf abgezielt, für den weiblichen Körper und für Frauen generell Selbstbestimmung zu erreichen. Werke wie I'm Not the Girl Who Misses Much (1986) und Pickelporno (1992) positionierten sich damit bewusst gegen die stereotypen Körperdarstellungen in Popkultur und Medien.
Massimiliano Gioni äusserte in einem Interview mit Rist, in ihren Videos könne das Zusammentreffen von Körper und Kamera, von Natur und Technologie als befreiend und erotisch wahrgenommen werden. Es gehe also nicht nur um die erotische Ausstrahlung auch des Anorganischen, sondern ebenso um die Begeisterung für Kommunikation. Rist bestätigte, dass sie das Potential technischer Möglichkeiten sehe und begrüsse. Pickelporno (1992) sei, so Rist an anderer Stelle, ihre einzige Arbeit, die sich als der Versuch beschreiben liesse, erotische Bilder zu erzeugen. Erotik habe für sie nämlich stark den sexuellen Akt zum Ziel. Ihre übrigen Arbeiten drückten dagegen die Freude an Farben, an der Berührung, am Sich-gehen lassen aus, sodass sie diese eher als sinnlich denn als erotisch bezeichnen würde. Schwimmen, lachen, loszulassen oder keine Angst zu haben, all das drücke in ihren Augen Sinnlichkeit aus, nicht aber Erotik. Während in Pickelporno (1992), Blutclip (1993) und Ever is Over All (1997) ausdrücklich der weibliche Körper im Mittelpunkt steht, verschiebt sich der Blick in späteren Werken auf den Körper an sich, auf die Haut.
Die renommierte Literaturwissenschaftlerin Elisabeth Bronfen sieht drei Phasen der Präsentation des Körpers in Rists Werk: In der frühen Arbeit I'm Not The Girl Who Misses Much (1986) präsentiere Rist zwar den voyeuristischen Kamerablick auf den weiblichen Körper, aber sie zerstöre zugleich auf drei Ebenen dessen Wirkung: Tanzbewegungen und Stimme wirkten verzerrt. Ausserdem werde der Körper durch einen Farbfilter verdunkelt und sei in der gesamten Arbeit verschwommen zu sehen. In den wenigen Takten des Songs im Original in normaler Geschwindigkeit, die zu hören seien, wirke John Lennons Stimme als Kontrapunkt zur Verwendung seiner Zeilen durch eine Frau. In Ever Is Over All (1997) mache Rist den weiblichen Körper noch eindringlicher zum Gegenstand des Filmblicks als in früheren Werken. Gleichzeitig beschäftige sie sich auf eine immer vielschichtigere und mehrdeutigere Weise mit den Konventionen und der Begrenztheit dieses Blicks. In Mutter, Sohn & der heilige Garten (2003), Blauer Leibesbrief (1992/1998) und Roter Leibesbrief (1992/2007) lasse die Künstlerin den Abstand zwischen Kamera und Subjekt verschwinden. Damit sei der Körper kein Objekt mehr. Überblendung, Über- und Nebeneinanderstellung von Bildern, dazu die Automatik der Kamera schafften einen Raum, in dem der weibliche Körper eher Neugierde und Empathie auslöse als Begierde und so zum Forschungsgegenstand werde.
In Rists Kunst hat das Weibliche eine grosse Bedeutung. Das tabuisierte Menstruationsblut wird wiederholt gezeigt, mit Farbe vermischt. Nicht in der Abgrenzung zum Männlichen oder in der Verführung wird die Weiblichkeit fassbar, sondern «es ist eine freundliche Sexualität, welche die pure Freude am Leben feiert». Die Künstlerin formulierte in einem Interview, Blut sei ein wesentlicher, allgegenwärtiger Bestandteil des Wunderwerks Körper und dürfe als solcher auch gezeigt werden. Zwar habe das Tabu einen historischen Grund, aber in der Gegenwart müsse das Blut «ans Licht geholt» werden. Es sei «Zeichen für die Gesundheit unserer wunderbaren Fleischuhr und für die Schöpfungskraft» und dürfe «nicht nur im Zusammenhang mit Verletzung und Tod» vorkommen. Mit dieser enttabuisierten Verwendung werde man Teil einer künstlerischen Tradition, deren Ziel Heilung sei.

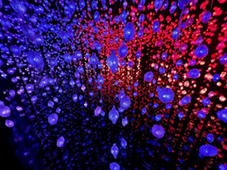
Pixelwald von Pipilotti Rist

Rist äusserte, ihre Videos seien ein Versuch zu zeigen, wie Menschen fühlten. Pixelwald (2016) mache die Art und Weise erlebbar, wie menschliche Synapsen funktionierten. Wie so oft in ihren Arbeiten werde auch hier das Innere nach aussen gekehrt. Ihr sei immer wichtig gewesen, dass Kamera und gefilmte Körper gleichberechtigt seien. Es solle unentschieden bleiben, ob die Kamera den Körper filme oder auch der Körper die Kamera berühre und sie filme. Ein Beispiel hierfür sei Pickelporno (1992).

### Natur
Die Natur spielt in Rists Werk eine grosse Rolle. Die Künstlerin beschrieb ihren Ansatz so: „Die Natur ist mein einziger Partner. Sie umfasst mich, enthält mich, erlaubt mir Wildheit und Einfachheit, Verbundenheit und Alleinsein. Sie erlaubt mir Träume und Wirklichkeit. Alles ist darin enthalten – Inhalt und Anhaltendes.“
Laut ihrer ehemaligen Assistentin Nadia Schneider Willen äusserte Rist, sie habe keine intuitive Beziehung zur Natur. Ihr Natur sei eine Kunst-Natur. Rists «Videoinstallationen lassen uns Kunst rezipieren, wie wir im besten Fall Natur betrachten und erleben. Wir sind Teil von ihnen.» Die Künstlerin sagte, sie sei an dem Bereich interessiert, «in dem Natur und Kultur einander überlagern». Im Video Blauer Leibesbrief (1992/1998) liegt eine nackte junge Frau, auf deren Körper viele glitzernde Strasssteine verteilt sind, auf dem Waldboden. Auch hier wird eine Verbindung von Frau und Natur gezeigt. Die Natur-Kultur-Dichotomie wird mit subtilen optischen Stilmitteln visualisiert: So berührt in Gnade Donau Gnade (2013/2015) eine Hand eine Brennnessel, die mit ihren Brennhaaren über einen natürlichen Schutzmechanismus verfügt. Der Stacheldraht, der kurz darauf zu sehen ist, ist ein Kulturprodukt, zum Schutz von Weidland erfunden. Er steht symbolisch für Unfreiheit. In den von Rist gezeigten ambivalenten Naturräumen werden daher Utopien und Sehnsüchte, aber auch Ängste und Gefahren gezeigt, so etwa in Selbstlos im Lavabad (1994). Das vermittelte Bild von Natur ist kein reales, sondern ein fantastisches. Die Künstlerin äusserte sich hierzu so: «Ich mache gerne Naturaufnahmen, die ich dann durch Geschwindigkeit oder Farbe verändere, bevor ich die Bilder in verschiedenen Environments wieder in Umlauf bringe. Ich bearbeite sie so, dass sie Worten, Symbolen oder Metaphern ähnlicher werden.»

## Rezeption und kunsthistorische Einordnung
Rist baute auf den Ansätzen von Nam June Paik auf, der 1963 mit seiner Ausstellung Exposition of Music – Electronic Television den Startpunkt der Videokunst setzte. Bilder, Fernsehzitate, Musik und Klang, technische Störungen sowie die Beteiligung der Zuschauenden begriff Paik als Kunstelemente und setzte sie in seiner Arbeit ein.

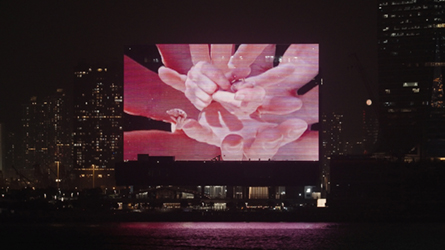
Die Installation Hand me your trust an der Fassade des Museums M+ in Hongkong, 2023

Sutton sieht Rists ortsspezifische Installationen wie Stadtlounge oder Hand Me Your Trust in der Tradition von mittelalterlichen Kirchen, Dioramen aus dem siebzehnten Jahrhundert, Panoramen aus dem achtzehnten Jahrhundert und Planetarien aus dem zwanzigsten. Hinzu kämen Fluxus-Events, die dem Publikum ebenfalls die Möglichkeit geboten hätten, sich als Teil des Kunstwerks zu fühlen. Auch zu den Theorien des Filmemachers Stan VanDerBeek zum Expanded Cinema sieht Sutton Verbindungen.
Während nach Sutton in den Aktionen von Künstlern wie Nitsch, Muehl oder Brus aus den frühen und mittleren 1960er Jahren eine misogyne Tendenz spürbar werde, räumten Rists Videos Protagonistinnen einen grossen Raum ein. Szenen mit nackten Körpern lenkten von der technischen Präzision der Bild- und Tonebene ab. Rists Bildsprache breche gezielt mit Tabus, die Menschen einschüchterten, und verwende dafür zum Beispiel Menstruationsblut (Blutclip, 1993) und Sperma.
Die Präsentation weiblicher Körper und die Behandlung von Themen wie Menstruation haben dazu geführt, dass Rist häufig als Feministin bezeichnet wird. Die Künstlerin selbst äusserte dazu: «Ich bin Feministin, das ist Ehrensache und logisch, solange die Horizonte nicht für alle gleich weit sind.»

«Feministin sein heisst für mich, sich bewusst sein, dass wir Frauen eine ganz andere Geschichte haben als die Männer. Heisst, dass ich mich in meinem Leben – in meiner Kunst – um eine autonomere, weniger vom Gegengeschlecht her definierte Identität bemühe, wobei ich jedoch keine Anhängerin des weinerlichen feministischen Tons bin.»

Rist möchte Leichtigkeit und Humor statt Weinerlichkeit, die sie als Bequemlichkeit versteht.
Davon zu unterscheiden ist die Bezeichnung von Rists Kunst als feministisch. Als Argumente haben Teile der Kritik hierfür ebenfalls das Zeigen von weiblichen Körpern und Menstruationsblut herangezogen sowie auch, dass Video eine von Frauen favorisierte Kunstform sei. Immer wieder sind Details wie Handtaschen oder Schminktaschen in den Kunstwerken zu sehen (etwa in der Installation Schminktischlein mit Feedback (1993)), die künstlerisch verfremdet werden. Diese legten es, so Kampmann, besonders nahe, die Künstlerin in einem feministischen Kontext zu sehen.

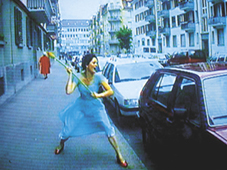
Ever Is Over All

Vor allem Ever Is Over All wird immer wieder in diesem Zusammenhang genannt. Doch andere Stimmen argumentieren, eine Rezeption von Rists Kunst sei «vor dem Hintergrund feministischen Gedankenguts [...] zu eindimensional und verfänglich». Die Künstlerin selbst weist eine Etikettierung ihrer Kunst als feministisch ausdrücklich zurück. In ihren Augen gebe es keine feministische Kunst: Wenn sie einen weiblichen Körper filme, komme es ihr sehr oft auf den menschlichen Körper an sich an. In der Frankfurter Rundschau warnte Rist davor, den Feminismus zu sehr zu übertreiben. Wenn man sich ständig für die eigenen Rechte einsetze, könne das zu Egoismus führen. Rist unterstreicht, dass Video keine neutrale Technologie sei. Daher kommt der Feminismus in ihrem Werk auch nicht nur durch die Konzentration auf den weiblichen Körper zur Geltung. Vielmehr deckt sie auf, dass diese Technologie meist stark auf die Wiedergabe der Merkmale von Geschlecht und Race ausgerichtet sei, also in die Gesellschaft eingebettet sei. Es gebe zum Beispiel eingebaute Filter, die die Hautfarbe so veränderten, dass die Haut gesund aussehe. Dies beziehe sich auf weisse Haut, was Rist zu der Aussage brachte, dass es andere Standards geben würde, wenn die Videotechnologie sich zuerst in Afrika entwickelt hätte.
Die Künstlerin hat als Pionierin im Umgang mit ihren Medien, vor allem Video und Film, einen eigenen, unverkennbaren Ausdruck gefunden.

## Werke (Auswahl)

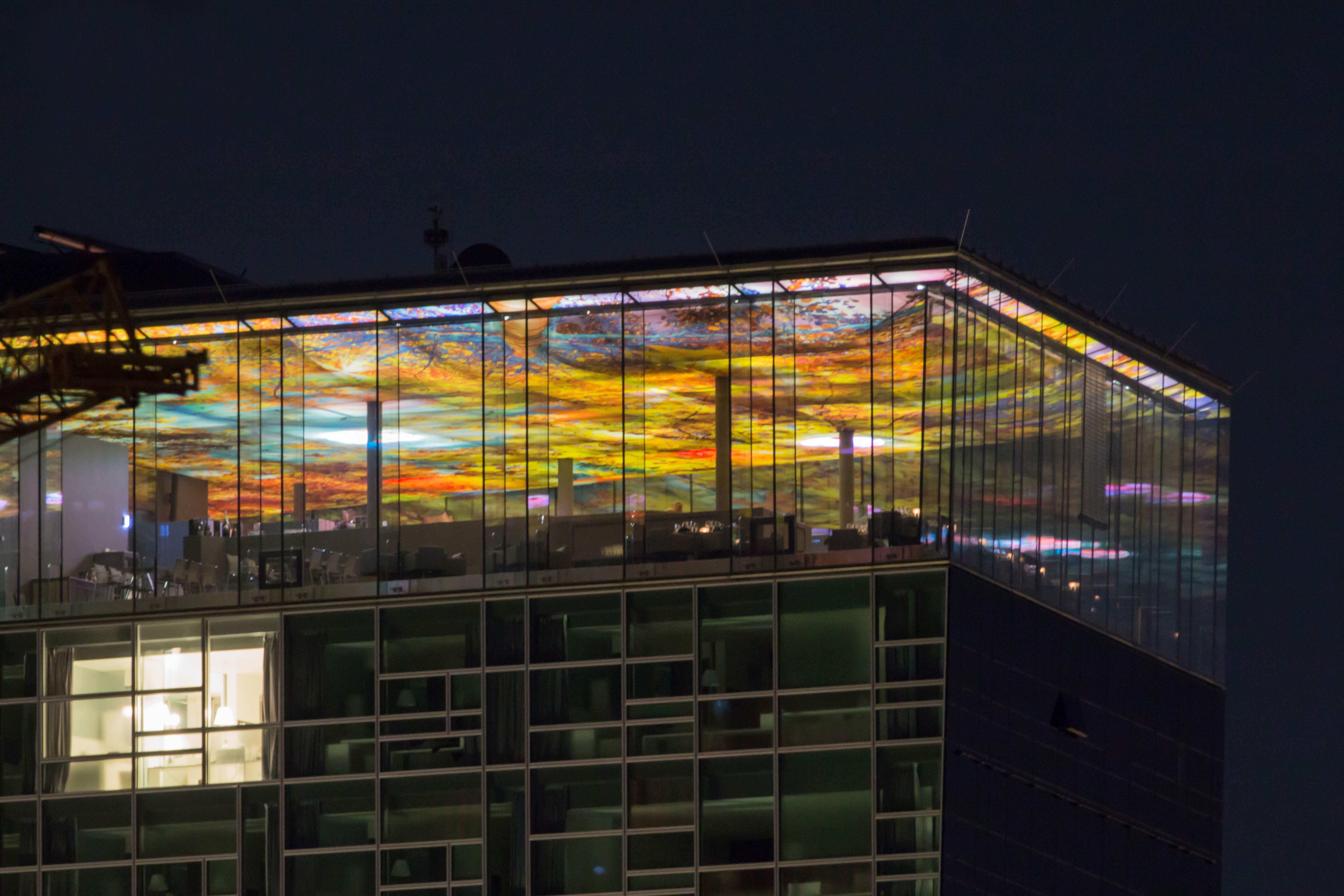
Deckeninstallation im Le Loft – Nouvel-Tower, Wien, seit 2010

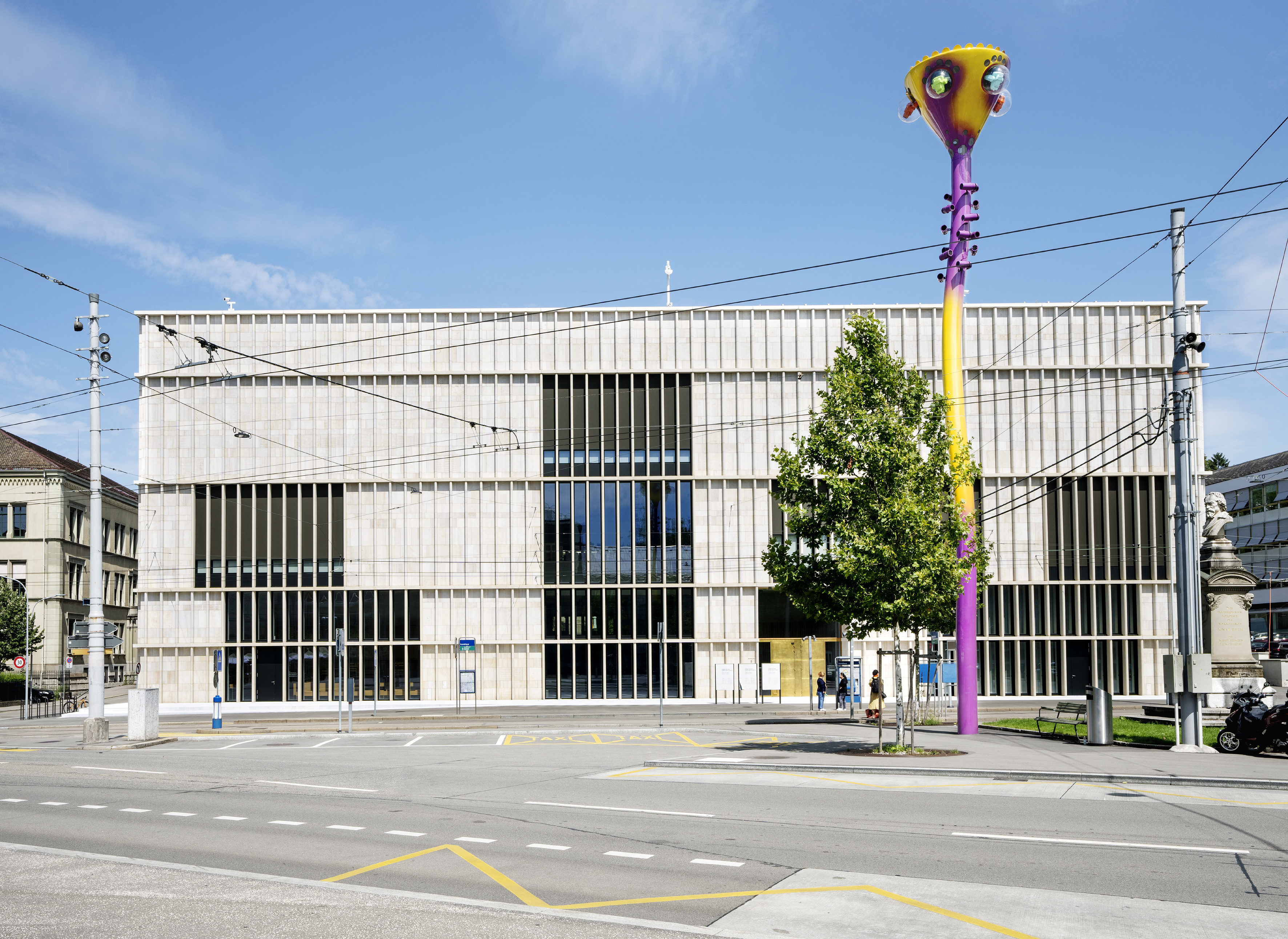
Videoinstallation Tastende Lichter, seit 2020

### Kunst am Bau und im öffentlichen Raum
- Seit 1995: Flying Room: Videoprojektion auf der Decke der UBS-Eingangshalle, Buchs SG[114]
- 2000 und 2017: Open my Glade, Videoinstallation auf dem Times Square, New York[115]
- Seit 2001: Ein Blatt im Wind, Schweizerische Botschaft in Berlin[116]
- Seit 2005: Stadtlounge, Platz- und Strassengestaltung in St. Gallen, mit Carlos Martinez[117]
- Seit 2010: Deckeninstallation im Wiener Design-Tower im Restaurant Le Loft im 18. Stock des SO/Vienna-Hotels, ehemals Sofitel-Hotel, Nouvel-Tower, Wien[118]
- Seit 2014: Münsteranerin, permanente Videoinstallation im Eingangsbereich des Museums für Kunst und Kultur in Münster[119]
- Seit 2016: Monochrome Rose, Gestaltung eines Tram-Zuges in rosa, Genf[120]
- Seit 2020: Tastende Lichter, permanente Videoinstallation auf der Fassade des Kunsthauses Zürich[121]

### Audio- und Videoinstallationen
- 1986: I’m Not The Girl Who Misses Much
- 1988: (Entlastungen) Pipilottis Fehler
- 1992/1999: Eine Spitze in den Westen – ein Blick in den Osten (bzw. N-S) (A Peak Into The West – A Look Into The East)
- 1992: Pickelporno
- 1992/1998: Blutraum (Blood room)[81]
- 1993: Eindrücke verdauen (Digesting Impressions)
- 1993: Schminktischlein mit Feedback (Little Make-Up Table With Feedback)
- 1993: TV-Lüster
- 1994/99: Cintia
- 1994/2000/2007: Das Zimmer (The Room)
- 1994: Selbstlos im Lavabad
- 1994: Yoghurt On Skin – Velvet On TV
- 1995: Search Wolken / Suche Clouds (elektronischer Heiratsantrag) (Search Wolken / Such Clouds (Electronic Marriage Proposal))
- 1996: Sip My Ocean (Schlürfe meinen Ozean)
- 1996: Mutaflor
- 1997: Ever Is Over All[122]
- 1998: Blauer Leibesbrief (Blue Bodily Lettre)
- 1999/2001, 2007, 2009: Kleines Vorstadthirn (Small Suburb Brain)
- 1999: Himalaya Goldsteins Stube (Himalaya Goldstein’s Living Room)
- 2000: Öffne meine Lichtung (Open my Glade (Flatten))[123]
- 2000: Himalaya’s Sister’s Living Room
- 2000: Peeping Freedom Shutters for Olga Shapir
- 2000/2001: Supersubjektiv (Super Subjective)
- 2001/2005: Wach auf (Despierta)
- 2001: Expecting
- 2002: Der Kuchen steht in Flammen (The Cake is in Flames)
- 2003: Apfelbaum unschuldig auf dem Diamantenhügel (Apple Tree Innocent On Diamond Hill) (Manzano inocente en la colina de diamantes)
- 2004: Herz aufwühlen Herz ausspülen (Stir Heart Rinse Heart)
- 2005: Eine Freiheitsstatue für Löndön (A Liberty Statue for Löndön)
- 2005: Homo Sapiens Sapiens
- 2006: Celle selbst zu zweit, von Gutararist aka Gudrun Gut & Pipilotti Rist
- 2007: Ginas Mobile (Gina’s Mobile)
- 2008: Erleuchte (und kläre) meinen Raum (Enlight My Space )
- 2011: Cape Cod Chandelier
- 2014: Worry Will Vanish Horizon
- 2015: Wir verwurzeln (Seelenfarben)
- 2016: Pixelwald
- 2016: 4th Floor To Mildness
- 2017: Caressing Dinner Circle (Tender Roundelay Family) 5er table
- 2018: Sparkling Pond, Bold-Coloured Groove& Tender Fire (Please Walk In And Let The Colors Caress You)[124]
- 2020: Fritzflasche (The Bottle of Fritz)[125]
- 2023: Hand Me Your Trust
- 2024: Bauchhöhle überfliegt Staumauer
- 2025: Pixelwald Wisera, Kunsthalle Bremen[126]

### Spielfilm

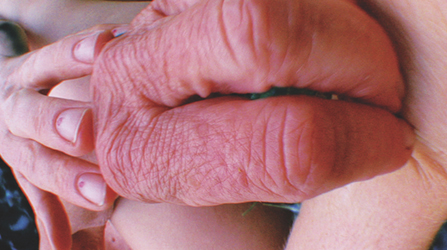
Pepperminta Videostill

- 2009: Pepperminta

## Ausstellungen (Auswahl)
- 1980er und 1990er Jahre

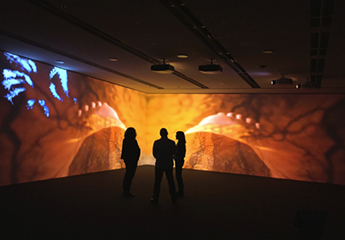
Worry Will Vanish Horizon, Präsentation in einer Ausstellung

  - 1988: Umbruch 1978–1988 (Kurator: Josef Felix Müller), Kunsthalle St. Gallen, Schweiz
  - 1993: Schwester des Stroms, Galerie Stampa, Basel, Schweiz
  - 1995: «I’m Not The Girl Who Misses Much». Ausgeschlafen, frisch gebadet und hochmotiviert, kuratiert von: Peter Weibel, Neue Galerie Graz, Österreich[127]
  - 1997: Ever Is Over All, Biennale di Venezia
- 2000er Jahre
  - 2001: Pipilotti Rist 54 (Kuratoren: Ranti Tjan, Sjarl Ex), Centraal Museum Utrecht, Niederlande
  - 2004: Pipilotti Rist (Kuratorin: Milada Slizinska), Centre of Contemporary Art, Warschau
  - 2005: Homo Sapiens Sapiens (Kuratoren: Andreas Münch, Urs Staub), Biennale di Venezia, Kirche San Stae
  - 2007: A la belle étoile (Kuratorin: Christine van Assche), Centre Georges Pompidou, Paris
  - 2007: Gravity, be my friend (Kurator: Richard Julin), Magasin 3 Stockholm Konsthall, Stockholm
  - 2008: Pour Your Body Out (7354 Cubic Meters) (Kurator: Klaus Biesenbach), Museum of Modern Art, New York
  - 2009: Pipilotti Rist (Kuratorin: Daniela Bousso), Paço das Artes & MIS Museu da Imagem e do Som, São Paulo, Brasilien
- 2010er Jahre
  - 2010: MOT Collection Special Feature: Pipilotti Rist (Kuratorin: Yuko Hasegawa), Museum für zeitgenössische Kunst Tokio
  - 2010: Extremitäten (weich, weich) (Kuratorin: Inka Graeve Ingelmann), Pinakothek der Moderne, München
  - 2011: Ruhig durch die Wände (Kurator: Wulf Herzogenrath), Kunsthalle Bremen, Bremen
  - 2012: Blutbetriebene Kameras und quellende Räume (Kurator: Konrad Bitterli), Kunstmuseum St. Gallen (erste Retrospektive in der Schweiz)
  - 2012: Augapfelmassage (Kuratorinnen: Stephanie Rosenthal, Stefanie Müller), Kunsthalle Mannheim, Mannheim
  - 2013: Pipilotti Rist: A la belle étoile, Henry Art Gallery, Seattle[128]
  - 2015: Pipilotti Rist: Komm Schatz, wir stellen die Medien um & fangen nochmals von vorne an, Kunsthalle Krems, (Kurator sowie Herausgeber des Katalogs: Hans-Peter Wipplinger)
  - 2016: Pipilotti Rist, Kunsthaus Zürich
  - 2016/17: Pipilotti Rist: Pixel Forest, New Museum, New York[129]
  - 2017/18: Pipilotti Rist: Sip My Ocean, Museum of Contemporary Art Sydney, Australien[130]
  - 2019: Åbn min lysning (Öffne meine Lichtung), Louisiana Museum of Modern Art, Dänemark[131]
  - 2022–2027: Pipilotti Rist — I couldn’t agree with you more, Bechtler Stiftung, Uster
- 2020er Jahre
  - 2023: Hand Me Your Trust, M+, West Kowloon Cultural District Hong Kong[132]
  - 2023/2024: Prickling Goosebumps & a Humming Horizon, Hauser & Wirth, New York[133]
  - Ab 2025 in Dauerausstellung: Pipilotti Rist. Pixelwald Wisera
  - 2025: You'll Never Swim Alone, Louisiana Museum of Modern Art, Dänemark[134][135]
  - 2025: Pipilotti Rist und Yayoi Kusama. Werke aus der Sammlung Goetz, Neues Museum Nürnberg[136]
  - 2025: Your Palm is My Universe, Center for Contemporary Art (UCCA), Peking[137]

## Auszeichnungen
- 1980er und 1990er Jahre
  - 1987: Preis bei den Film- und Videotagen Basel
  - 1988: Preis der Feminale Köln, mit Muda Mathis
  - 1989: VIPER Lucerne, für Die Tempodrosslerin saust, mit Muda Mathis
  - 1992: Zürcher Filmpreis für Pickelporno
  - 1993: Förderungspreis der Jubiläumsstiftung der SBG
  - 1993: Eidgenössisches Kunststipendium
  - 1994: Video-Kunstpreis des Schweizerischen Bankvereins
  - 1994: Prix d’art contemporain de la Banque Cantonale Geneva, Genf
  - 1994: Manor Kunstpreis, St. Gallen
  - 1997: Renta Preis der Kunsthalle Nürnberg
  - 1997: Premio 2000 der Biennale di Venezia, für Ever Is Over All
  - 1997: Kwangju Biennale Award
  - 1999: Wolfgang-Hahn-Preis
- 2000er Jahre
  - 2001: Kunstpreis der Stadt Zürich[138]
  - 2004: 01 award für ausserordentliche künstlerische oder wissenschaftliche Leistungen im Multimedia-Bereich. Dieser beinhaltet die Ernennung zur Honorarprofessorin an der Universität der Künste Berlin.
  - 2007: St. Galler Kulturpreis der St. Gallischen Kulturstiftung[139]
  - 2009: Best Exhibition Of Digital, Video, or Film für «Pour Your Body Out (7354 Cubic Meters)», Museum of Modern Art, New York
  - 2009: Festival de Cine Europeo de Sevilla, President of the Jury’s Extraordinary Award (Nicolas Roeg) für Pepperminta[140]
  - 2009: Joan Miró Prize, Barcelona[141]
- 2010er Jahre
  - 2010: Cutting the Edge Award auf dem Miami Film Festival für Pepperminta[142]
  - 2013: Zürcher Festspielpreis[143]
  - 2014: Grand Prix Kunst / Prix Meret Oppenheim[144][145]
  - 2018: Aurora Award[146]
- 2020er Jahre
  - 2021: Ehrenmitglied der Royal Academy of Arts[147]
  - 2024: Kulturpreis des Kantons Zürich,[148] Höhe: 50'000.-- CHF
  - 2024: Korrespondierendes Mitglied der Bayerischen Akademie der Schönen Künste, Abteilung Film- und Medienkunst[149]
  - 2024: Sikkens-Prize (Niederlande): 75 000 Euro; Auszeichnung als Pionierin der Videokunst und für ihre außergewöhnliche Art der Farbbehandlung in ihren Filmen[150]